# Litchfield (New Hampshire)
Litchfield – miasto w Stanach Zjednoczonych, w stanie New Hampshire, w hrabstwie Hillsborough.